# WWF

Il World Wide Fund for Nature, in precedenza denominato World Wildlife Fund e comunemente abbreviato con l'acronimo WWF, è un'organizzazione internazionale non governativa di protezione ambientale con sede nella città di Gland (Svizzera).

## Storia
L'associazione fu fondata il 29 aprile 1961 come World Wildlife Fund (letteralmente "Fondo mondiale per la vita selvatica") su iniziativa di Julian Huxley, cui si aggiunsero i patrocini di Bernardo dei Paesi Bassi (marito della regina Giuliana), di Filippo d'Edimburgo (marito della regina Elisabetta II) e altri; adottò come logo il panda gigante disegnato dal naturalista conservazionista e pittore Sir Peter Scott. Alla fondazione e alla prima organizzazione parteciparono anche Guy Montfort e il finanziere e filantropo statunitense Godfrey Anderson Rockefeller.
Come forma giuridica è un charitable trust (associazione) per scopi di beneficenza; il primo presidente della sezione britannica fu lo stesso Filippo d'Edimburgo, che divenne Presidente del WWF internazionale dal 1981 al 1996. La prima sede del WWF fu a Morges, in Svizzera, mentre in seguito venne trasferita a Gland, sempre nel paese elvetico. Nel 1986, anno in cui si modificò il logo artistico di Scott nell'attuale, più stilizzato e riproducibile, assunse il nome che ha tuttora (World Wide Fund for Nature, cioè "fondo d'estensione mondiale per la natura"), tranne che negli Stati Uniti e in Canada dove la sua ragione sociale è ancora World Wildlife Fund. La scelta della modifica del nome, mantenendo però l'acronimo per continuità, volle significare l'allargamento degli scopi dalla semplice tutela della vita vegetale e animale alla tutela globale della natura, aprendosi anche alle tematiche del riscaldamento globale, della salute umana in relazione al deterioramento ambientale, del paesaggio e della crescita sostenibile. La sezione italiana (WWF Italia) venne fondata dall’architetto, giornalista e pittore naturalistico Fulco Pratesi nel 1966.

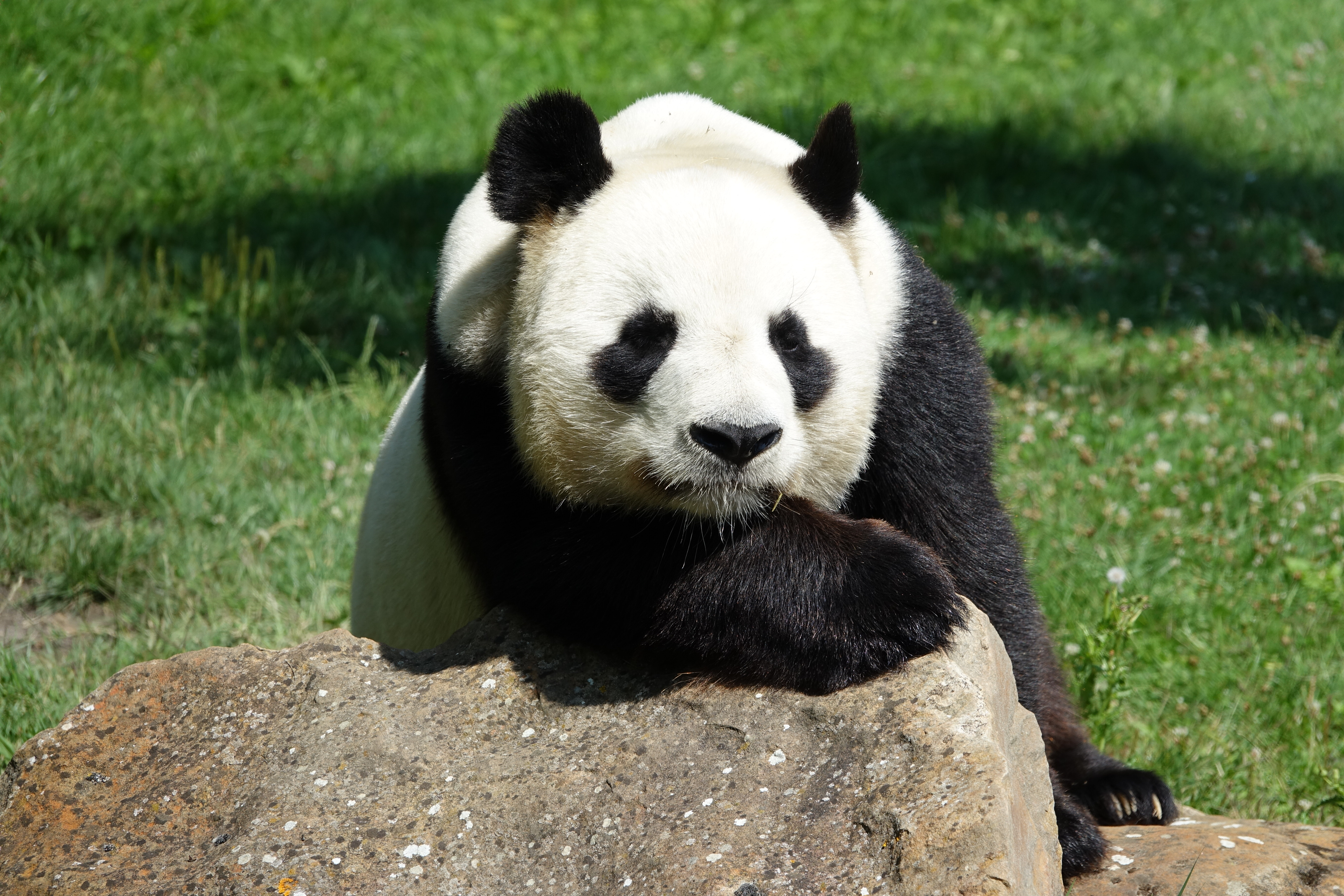
Il panda è il simbolo del WWF.

Il panda gigante fu scelto quale emblema del WWF, alla sua fondazione nel 1961, da Sir Peter Scott che lo disegnò personalmente da una bozza preliminare realizzata dal naturalista scozzese Gerald Watterson e da allora è diventato l'animale simbolo della conservazione della natura. Prese origine dal panda gigante Chi Chi che fu trasferito dallo zoo di Pechino allo zoo di Londra negli stessi anni dell'istituzione del WWF. Essendo l'unico esemplare di panda gigante nel mondo occidentale in quel periodo, unitamente alle sue caratteristiche fisiche e al suo status di specie in via d'estinzione, il panda fu ritenuto idoneo ad essere un forte simbolo riconoscibile dell'associazione. Secondo Peter Scott, inoltre, il panda aveva la capacità di ispirare tenerezza e simpatia. Fu scelto come simbolo anche perché era facilmente riproducibile in bianco e nero e si necessitava di un animale che avrebbe avuto un certo impatto nella stampa in bianco e nero.

## Principi
Secondo lo statuto e i documenti programmatici, la missione del WWF è quella di "bloccare la degradazione dell'ambiente naturale del pianeta e di costruire un futuro in cui l'uomo vivrà in armonia con la natura". Per il raggiungimento di tale obiettivo vengono indicate le seguenti azioni necessarie:
- preservare la biodiversità delle forme di vita presenti sulla Terra;
- assicurare che l'utilizzo delle risorse naturali rinnovabili sia svolto in maniera sostenibile;
- promuovere misure che puntino alla riduzione dell'inquinamento e degli sprechi di risorse.

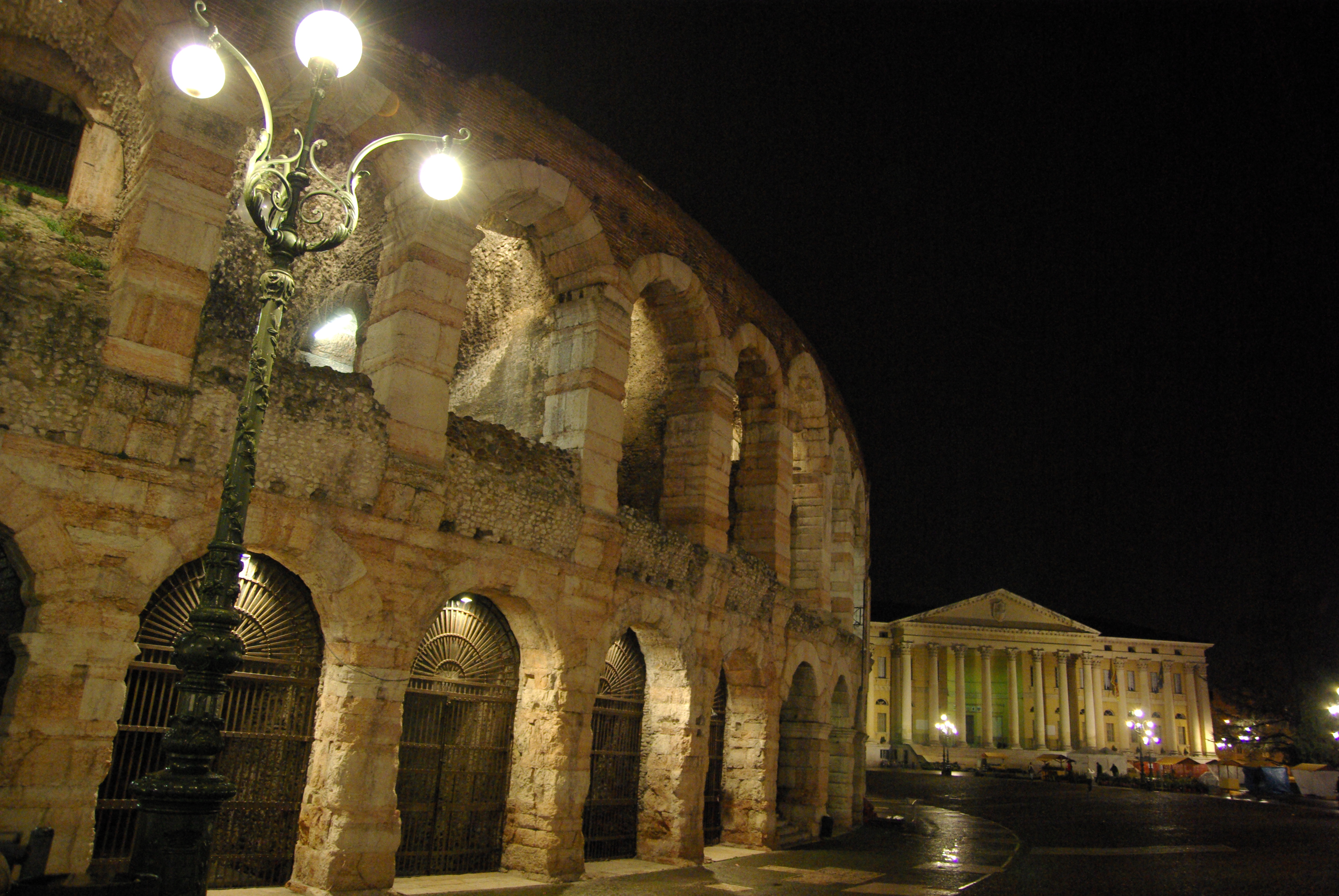
Ora della Terra: Arena accesa a Verona nel 2013.

L'azione del WWF è mirata in diversi ambiti di intervento di interesse globale: le foreste, gli oceani e le coste, l'acqua dolce, le specie selvatiche, il cibo e il clima.
Rispetto a ciascuno di questi ambiti, il WWF si prefigge degli obiettivi misurabili e gestisce oltre 2000 progetti di conservazione all'anno in tutto il mondo. Tali progetti coinvolgono le popolazioni locali, in quanto il WWF ritiene che senza il loro appoggio la tutela dell'ambiente risulterebbe impossibile. Per individuare le aree in cui agire, il WWF ha adottato la strategia ecoregionale per selezionare le 200 ecoregioni, grandi aree geografiche, preservando le quali si potrebbe salvare gran parte della biodiversità del pianeta.
Per raggiungere la sua missione il WWF non trascura il ruolo delle imprese, considerato il grande impatto sull'ambiente che può avere la loro attività. Si cerca quindi di portarle dalla propria parte, convincendole che conservare la natura e le sue risorse è più vantaggioso che distruggerle senza scrupoli. Per ottenere ciò il WWF giunge anche a stipulare accordi di partenariato con quelle che si impegnano, secondo un protocollo concordato, a ridurre il proprio impatto.
Nel corso degli anni, il WWF ha spesso appoggiato iniziative mediatiche di una certa rilevanza. In Italia, pur se più in sordina rispetto ad altre nazioni, ha ottenuto una certa visibilità collaborando con canali televisivi e, recentemente, portali web. Con Discovery Channel, ad esempio, ha finanziato la realizzazione di un videogioco animalista basato su Cappuccetto Rosso. Celebre inoltre il partenariato con RTL.

### Alcuni progetti di conservazione del WWF
- Conservazione Ecoregionale

A partire dagli anni '90 il WWF ha promosso in tutto il mondo la Conservazione Ecoregionale, ovvero la pianificazione delle azioni di conservazione su una base ecologica. Un ambizioso progetto internazionale ha permesso di mappare le eco regioni del Pianeta e individuarne le 238 prioritarie, denominate Global 200.
- Progetto orso

Nel 1992, collaborò con il Parco Nazionale d'Abruzzo per la messa a dimora di centinaia di piante da frutto per limitare la dispersione degli orsi in aree non protette e tentare di ridurre il numero di esemplari investiti dalle auto. Il progetto è proseguito negli anni successivi collaborando con l'Università degli Studi di Roma "La Sapienza" e il Corpo Forestale dello Stato per un'ampia indagine scientifica sulla consistenza e dinamica della specie. Grazie alla collaborazione con Nokia e di molti donatori è stato possibile acquistare recinzioni elettrificate in difesa delle greggi e delle arnie e ridurre i danni causati dagli orsi più "confidenti". Furono anche acquistati radio-satellitari per il radio-tracking. Tali indagini hanno permesso di ottenere nel 2008 la stima di popolazione dell'Orso bruno marsicano (N=43, min. 35 - max 67). Il progetto è tuttora in corso, grazie anche al sostegno del Ministero dell'Ambiente, anche sull'arco Alpino.
- Spadare

Nel 1995 il WWF raccolse 150.000 firme per abolire le reti da pesca che uccidono molte specie in pericolo. Nel 2002 l'Unione europea proibisce le reti.

### Città amiche del clima
Città amiche del clima (in inglese Earth Hour City Challenge) è una competizione internazionale volta alla tutela climatica ed alla promozione di energie rinnovabili. Nel 2013 la classifica è risultata la seguente:
- 1º posto: Vancouver (Canada)
- 2º posto: Uppsala (Svezia)
- 3º posto: Forlì (Italia)

### No Cav
Il WWF, insieme a molte altre associazioni e gruppi, è da anni impegnata nella difesa delle Alpi Apuane dalle cave di marmo, all'interno dell'ampio movimento denominato No Cav.

### Presidenti

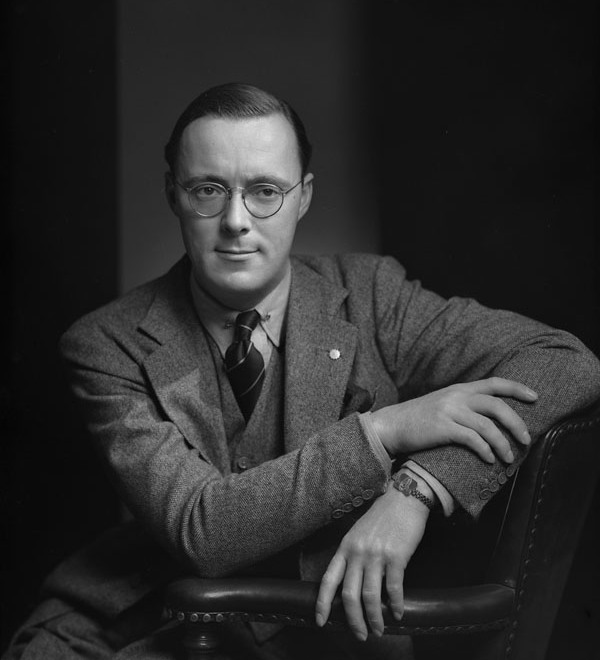
Il principe Bernhard van Lippe-Biesterfeld nel 1942.

| Anni      | Presidente                     | Paese       |
| --------- | ------------------------------ | ----------- |
| 1961–1976 | Bernhard van Lippe-Biesterfeld | Paesi Bassi |
| 1976–1981 | John Hugo Loudon               | Paesi Bassi |
| 1981–1996 | Filippo di Edimburgo           | Regno Unito |
| 1996–1999 | Syed Babar Ali                 | Pakistan    |
| 2000      | Ruud Lubbers                   | Paesi Bassi |
| 2000–2001 | Sara Morrison                  | Regno Unito |
| 2001–2010 | Emeka Anyaoku                  | Nigeria     |
| 2010–2017 | Yolanda Kakabadse              | Ecuador     |
| 2018–oggi | Pavan Sukhdev                  | India       |

## Controversie legali
Nella primavera del 2002 il World Wide Fund for Nature fece causa alla federazione di wrestling statunitense della World Wrestling Federation, il cui acronimo era anch'esso WWF, in quanto quest'ultima violò l'accordo tra le due associazioni di non usare il proprio acronimo al di fuori dei confini nord americani. Le due società trovarono un accordo a favore del World Wide Fund for Nature.

## Aspetti controversi
Un aspetto dibattuto anche all’interno della stessa organizzazione è l’utilizzo del logo-panda da parte di sponsor come grosse aziende notoriamente inquinatrici per campagne propagandistiche di immagine chiamate greenwashing.
Dal 2016 l’associazione internazionale in difesa dei popoli indigeni Survival International ha iniziato a denunciare diversi casi di violenze e soprusi a carico dei popoli nativi nei parchi e aree protette finanziati e/o co-gestiti dal WWF.
A febbraio 2017, la BBC ha presentato un’inchiesta sul Parco di Kaziranga situato in India dove i guardiaparco sparano alle persone non qualificate presenti nell’area, con uccisioni sommarie, 50 persone in tre anni con solo 2 bracconieri identificati. Durante le proteste degli abitanti per la loro espulsione per permettere l’allargamento dei confini del parco sono state uccise dai guardiaparco altre 2 persone e i villaggi rasi al suolo con gli elefanti. L’attivista Fiore Longo rivela i dati ufficiali: dal 2007 al 2017 su 542 presunti bracconieri è stato requisito solo un fucile AK-47, negli ultimi vent’anni i guardiaparco hanno ucciso 1006 persone mentre una sola guardia è stata uccisa.  A maggio 2019 la rete pubblica olandese Bnnvara manda in onda un’inchiesta sul parco di Kaziranga del giornalista Jos van Dongen con il titolo ‘’Victim of WWF’’ con interviste alla popolazione e ai dirigenti del parco, intervista anche un medico locale che afferma di effettuare un programma di sterilizzazione maschile con fondi del WWF.

## Sezioni nazionali
- WWF Danimarca
- WWF Italia
- WWF Svizzera